# ترومان هنري سافورد
ترومان هنري سافورد (بالإنجليزية: Truman Henry Safford)‏ (و. 1836 – 1901 م) هو عالم فلك من الولايات المتحدة الأمريكية . ولد في رويالتون . وكان عضواً في الأكاديمية الأمريكية للفنون والعلوم .
توفي في نيوآرك، نيوجيرسي، عن عمر يناهز 65 عاماً.

## مناصب
تولى منصب مدير، Hopkins Observatory .